# Абел Алијер
Абел Алијер Квај (Abel Alier Kwai) је први председник Извршног већа Аутономног региона Јужни Судан од 1972. до 1978. године и потпредседник Судана у периоду 1971−1982. По занимању је адвокат и написао је неколико књига. Рођен је у граду Бор, у вилајету Џонглеј.